# Chaos UK
Chaos UK je anglická hudební skupina, jejíž rychlý a agresivní styl znamenal počátkem osmdesátých let přechod mezi punk rockem a hardcore. Vznikla roku 1979 v Portisheadu, prošla řadou personálních změn, např. v roce 1984 ji opustil zakladatel a zpěvák Simon Greenham. Spolu se skupinou Disorder byli Chaos UK průkopníky syrového zvuku s obtížně srozumitelným zpěvem, při turné v Japonsku výrazně ovlivnili tamní hardcoreovou scénu. Ve svých textech se často kriticky vyjadřovali k britské politické situaci, nicméně největším hitem byla recesistická píseň „Farmyard Boogie“, napodobující zvuky domácích zvířat.

## Diskografie

### LP's
- Chaos UK LP (1983)
- Chipping Sodbury Bonfire Tapes (1989)
- Enough to Make You Sick (1991)
- Live in Japan (1991)
- Total Chaos (1991)
- Floggin' the Corpse (1996)
- Morning After the Night Before (1997)
- Heard It, Seen It, Done It (1999)
- Chaos UK/FUK (2007)

### EP's
- Burning Britain (1982)
- Loud Political & Uncompromising (1982)
- Short Sharp Shock (1984)
- Just Mere Slaves (1984)
- 100% Two Fingers in the Air Punk Rock (1993)
- Secret Men (1993)
- Kanpai (2000)